# Albumy numer jeden w roku 1961 (USA)
Lista najlepiej sprzedających się albumów w Stanach Zjednoczonych w 1961 tworzona przez magazyn Billboard. Do sierpnia 1963 notowanie były podzielone na albumy mono i stereo. Obecnie notowanie jest znane jako Billboard 200.

## Historia notowania
| Data publikacji | Album (mono)                       | Artysta                         | Album (stereo)          | Artysta                         |
| --------------- | ---------------------------------- | ------------------------------- | ----------------------- | ------------------------------- |
| 7 stycznia      | Nice ’n’ Easy                      | Frank Sinatra                   | G.I. Blues              | Elvis Presley/Ścieżka dźwiękowa |
| 14 stycznia     | The Button-Down Mind Strikes Back! | Bob Newhart                     | G.I. Blues              | Elvis Presley/Ścieżka dźwiękowa |
| 21 stycznia     | Wonderland by Night                | Bert Kaempfert                  | G.I. Blues              | Elvis Presley/Ścieżka dźwiękowa |
| 28 stycznia     | Wonderland by Night                | Bert Kaempfert                  | Exodus                  | Ernest Gold/Ścieżka dźwiękowa   |
| 4 lutego        | Wonderland by Night                | Bert Kaempfert                  | Exodus                  | Ernest Gold/Ścieżka dźwiękowa   |
| 11 lutego       | Exodus                             | Ernest Gold/Ścieżka dźwiękowa   | Exodus                  | Ernest Gold/Ścieżka dźwiękowa   |
| 18 lutego       | Wonderland by Night                | Bert Kaempfert                  | Exodus                  | Ernest Gold/Ścieżka dźwiękowa   |
| 25 lutego       | Wonderland by Night                | Bert Kaempfert                  | Exodus                  | Ernest Gold/Ścieżka dźwiękowa   |
| 4 marca         | Exodus                             | Ernest Gold/Ścieżka dźwiękowa   | Exodus                  | Ernest Gold/Ścieżka dźwiękowa   |
| 11 marca        | Exodus                             | Ernest Gold/Ścieżka dźwiękowa   | Exodus                  | Ernest Gold/Ścieżka dźwiękowa   |
| 18 marca        | Calcutta!                          | Lawrence Welk                   | Calcutta!               | Lawrence Welk                   |
| 25 marca        | Calcutta!                          | Lawrence Welk                   | Calcutta!               | Lawrence Welk                   |
| 1 kwietnia      | Calcutta!                          | Lawrence Welk                   | Calcutta!               | Lawrence Welk                   |
| 8 kwietnia      | G.I. Blues                         | Elvis Presley/Ścieżka dźwiękowa | Calcutta!               | Lawrence Welk                   |
| 15 kwietnia     | Calcutta!                          | Lawrence Welk                   | Calcutta!               | Lawrence Welk                   |
| 22 kwietnia     | Calcutta!                          | Lawrence Welk                   | Calcutta!               | Lawrence Welk                   |
| 29 kwietnia     | Calcutta!                          | Lawrence Welk                   | Calcutta!               | Lawrence Welk                   |
| 6 maja          | Calcutta!                          | Lawrence Welk                   | Calcutta!               | Lawrence Welk                   |
| 13 maja         | Calcutta!                          | Lawrence Welk                   | Calcutta!               | Lawrence Welk                   |
| 20 maja         | G.I. Blues                         | Elvis Presley/Ścieżka dźwiękowa | Calcutta!               | Lawrence Welk                   |
| 27 maja         | G.I. Blues                         | Elvis Presley/Ścieżka dźwiękowa | Exodus                  | Ernest Gold/Ścieżka dźwiękowa   |
| 3 czerwca       | G.I. Blues                         | Elvis Presley/Ścieżka dźwiękowa | Calcutta!               | Lawrence Welk                   |
| 10 czerwca      | Camelot                            | Original Broadway Cast          | Exodus                  | Ernest Gold/Ścieżka dźwiękowa   |
| 17 czerwca      | Camelot                            | Original Broadway Cast          | Exodus                  | Ernest Gold/Ścieżka dźwiękowa   |
| 24 czerwca      | Camelot                            | Original Broadway Cast          | Exodus                  | Ernest Gold/Ścieżka dźwiękowa   |
| 1 lipca         | Camelot                            | Original Broadway Cast          | Exodus                  | Ernest Gold/Ścieżka dźwiękowa   |
| 8 lipca         | Camelot                            | Original Broadway Cast          | Exodus                  | Ernest Gold/Ścieżka dźwiękowa   |
| 15 lipca        | Camelot                            | Original Broadway Cast          | Exodus                  | Ernest Gold/Ścieżka dźwiękowa   |
| 22 lipca        | Carnival!                          | Original Broadway Cast          | Stars of a Summer Night | Różni Artyści                   |
| 29 lipca        | Stars of a Summer Night            | Różni Artyści                   | Stars of a Summer Night | Różni Artyści                   |
| 5 sierpnia      | Stars of a Summer Night            | Różni Artyści                   | Stars of a Summer Night | Różni Artyści                   |
| 12 sierpnia     | Stars of a Summer Night            | Różni Artyści                   | Stars of a Summer Night | Różni Artyści                   |
| 19 sierpnia     | Stars of a Summer Night            | Różni Artyści                   | Stars of a Summer Night | Różni Artyści                   |
| 26 sierpnia     | Something for Everybody            | Elvis Presley                   | Stars of a Summer Night | Różni Artyści                   |
| 2 września      | Something for Everybody            | Elvis Presley                   | Stars of a Summer Night | Różni Artyści                   |
| 9 września      | Something for Everybody            | Elvis Presley                   | Stars of a Summer Night | Różni Artyści                   |
| 16 września     | Judy at Carnegie Hall              | Judy Garland                    | Stars of a Summer Night | Różni Artyści                   |
| 23 września     | Judy at Carnegie Hall              | Judy Garland                    | Judy at Carnegie Hall   | Judy Garland                    |
| 30 września     | Judy at Carnegie Hall              | Judy Garland                    | Judy at Carnegie Hall   | Judy Garland                    |
| 7 października  | Judy at Carnegie Hall              | Judy Garland                    | Judy at Carnegie Hall   | Judy Garland                    |
| 14 października | Judy at Carnegie Hall              | Judy Garland                    | Judy at Carnegie Hall   | Judy Garland                    |
| 21 października | Judy at Carnegie Hall              | Judy Garland                    | Judy at Carnegie Hall   | Judy Garland                    |
| 28 października | Judy at Carnegie Hall              | Judy Garland                    | Judy at Carnegie Hall   | Judy Garland                    |
| 4 listopada     | Judy at Carnegie Hall              | Judy Garland                    | Judy at Carnegie Hall   | Judy Garland                    |
| 11 listopada    | Judy at Carnegie Hall              | Judy Garland                    | Judy at Carnegie Hall   | Judy Garland                    |
| 18 listopada    | Judy at Carnegie Hall              | Judy Garland                    | Judy at Carnegie Hall   | Judy Garland                    |
| 25 listopada    | Judy at Carnegie Hall              | Judy Garland                    | Stereo 35/MM            | Enoch Light & the Light Brigade |
| 2 grudnia       | Judy at Carnegie Hall              | Judy Garland                    | Stereo 35/MM            | Enoch Light & the Light Brigade |
| 9 grudnia       | Judy at Carnegie Hall              | Judy Garland                    | Stereo 35/MM            | Enoch Light & the Light Brigade |
| 16 grudnia      | Blue Hawaii                        | Elvis Presley/Ścieżka dźwiękowa | Stereo 35/MM            | Enoch Light & the Light Brigade |
| 23 grudnia      | Blue Hawaii                        | Elvis Presley/Ścieżka dźwiękowa | Stereo 35/MM            | Enoch Light & the Light Brigade |
| 30 grudnia      | Blue Hawaii                        | Elvis Presley/Ścieżka dźwiękowa | Stereo 35/MM            | Enoch Light & the Light Brigade |